# Clément Keerstock
Clément Keerstock, né le 12 octobre 1902 et mort le 29 mai 1985, est un footballeur international belge actif durant l'entre-deux-guerres. Il effectue toute sa carrière au Racing Club de Gand, où il occupe le poste de milieu de terrain.

## Carrière en club
Clément Keerstock débute en équipe première du Racing Club de Gand en 1924. Le club évolue alors en Division d'Honneur, le plus haut niveau du football belge. Le joueur ne tarde pas à s'installer comme titulaire en milieu de terrain aux côtés de Laurent Grimmonprez. Ses bonnes prestations lui valent d'être convoqué à trois reprises en équipe nationale belge durant l'année 1927. Il reste fidèle à ses couleurs lorsque le club est relégué en 1930 et participe activement à la conquête du titre de champion la saison suivante, lui permettant de revenir parmi l'élite. Clément Keerstock poursuit sa carrière jusqu'en 1935 et décide ensuite de ranger ses crampons et quitter le monde football.

### Palmarès
- Une fois champion de Belgique de deuxième division en 1931 avec le Racing Club de Gand.

### Statistiques
| Saison                | Club                  | Championnat           | Championnat | Championnat | Coupe(s) nationale(s) | Coupe(s) nationale(s) | Total | Total |
| Saison                | Club                  | Division              | M.          | B.          | M.                    | B.                    | M.    | B.    |
| 1924-1925             | RC Gand               | Division 1            | -           | -           | 0                     | 0                     | 0     | 0     |
| 1925-1926             | RC Gand               | Division 1            | -           | -           | 0                     | 0                     | 0     | 0     |
| 1926-1927             | R. RC Gand            | Division 1            | -           | -           | -                     | -                     | 0     | 0     |
| 1927-1928             | R. RC Gand            | Division 1            | -           | -           | 0                     | 0                     | 0     | 0     |
| 1928-1929             | R. RC Gand            | Division 1            | -           | -           | 0                     | 0                     | 0     | 0     |
| 1929-1930             | R. RC Gand            | Division 1            | -           | -           | 0                     | 0                     | 0     | 0     |
| 1930-1931             | R. RC Gand            | Division 2            | -           | -           | 0                     | 0                     | 0     | 0     |
| 1931-1932             | R. RC Gand            | Division 1            | -           | -           | 0                     | 0                     | 0     | 0     |
| 1932-1933             | R. RC Gand            | Division 1            | -           | -           | 0                     | 0                     | 0     | 0     |
| 1933-1934             | R. RC Gand            | Division 1            | -           | -           | 0                     | 0                     | 0     | 0     |
| 1934-1935             | R. RC Gand            | Division 1            | -           | -           | -                     | -                     | 0     | 0     |
| Total sur la carrière | Total sur la carrière | Total sur la carrière | 1           | -           | -                     | -                     | 1     | 0     |

## Carrière en équipe nationale
Clément Keerstock est convoqué à trois reprises en équipe nationale belge, pour autant de matches joués. Il joue son premier match international le 3 avril 1927 à l'occasion d'un match amical face à la Suède. Son deuxième match avec les « Diables Rouges » est un déplacement amical face aux Pays-Bas le 1er mai et il joue sa dernière rencontre en équipe nationale le 4 septembre, un déplacement en Suède qui se solde par une sévère défaite 7 buts à 0.

### Liste des sélections internationales
Le tableau ci-dessous reprend toutes les sélections de Clément Keerstock. Le score de la Belgique est toujours indiqué en gras.
| Date       | Compétition  | Adversaire | Lieu      | Score | Remarque |
| ---------- | ------------ | ---------- | --------- | ----- | -------- |
| 03/04/1927 | Match amical | Suède      | Bruxelles | 2-1   |          |
| 01/05/1927 | Match amical | Pays-Bas   | Amsterdam | 3-2   |          |
| 04/09/1927 | Match amical | Suède      | Stockholm | 7-0   |          |